# Christine Werner
Christine Werner (n. el 26 d'agost de 1954 a Viena) és una escriptora austríaca. És una autora de drames, cabaret literari, radiocomèdies, art en xarxa, fotografia, poesia i narrativa.

## Biografia
Christine Werner va néixer el 1954; viu a Viena i a Estíria. Ella mateixa es diu autora, artista d'acció i artista en xarxa.
L'autora escriu drames, cabaret literari, poesia, peces radiofòniques, contes i novel·les. És un membre de les associacions austríaques dels escriptors Grazer Autorinnen Autorenversammlung, Linzer Autorenkreis i ÖDA (Autors austríacs escrivint en dialecte). Werner va rebre subsidis del govern austríac i presentava els seus textos als públic a Àustria i Alemanya.

## Premis
- 1996 Convocatòria de Literatura Viena
- 1997 Premi Luitpold Stern
- 1997 Subsidi per a Autors de Teatre, del govern austríac
- 1997 Premi GEDOK, Wiesbaden
- 1998 Subside de Viatge per a la Literatura, del govern austríac

## Obres
- Meine Schuhe eingraben, poesia, editorial G. Grasl, Baden bei Wien 1996
- Eine Handbreit über dem Knie, novel·la, Resistenz Verlag, Linz/Viena 1999
- Wien ist nicht Chicago, novel·la, Resistenz Verlag, Linz/Viena 2000
- fern & weh, Ein Reisefieber, conte, Sisyphus Verlag, Viena 2002
- Eine Handvoll Himbeeren, radiocomèdia, Ràdio Austríaca Ö1, Viena 2002
- Verdammt, novel·la curta, Arovell Verlag, Gosau 2008